# گابریل استابا
گابریل استابا (اسپانیایی: Gabriel Estaba‎؛ زادهٔ ۲۴ مارس ۱۹۶۵) بازیکن بسکتبال اهل ونزوئلا بود. وی در بازی المپیک تابستانی ۱۹۹۲ شرکت کرده‌است.